# 5731 Зевс
5731 Зевс — астероїд, що належить до групи Аполлона, навколоземний об’єкт. Відкритий 4 листопада 1988 року Керолін Шумейкер в Паломарській обсерваторії. На підставі спостережуваної яскравості та передбачуваного альбедо його діаметр становить від 2,1 до 4,7 км.
1. ↑  5731 Zeus. European Asteroid Research Node. Архів оригіналу за 1 жовтня 2010. Процитовано 30 березня 2008.